# برج الشنانة
برج الشنانة، أو مرقب الشنانة هو معلم أثري يقع في الشنانة بـمنطقة القصيم، المملكة العربية السعودية ويبعد عن محافظة الرس حوالي 7 كم تقريباً من الجهة الجنوبية الغربية. شُيّد في أوائل القرن الثاني عشر الهجري لغرض الاستطلاع والمراقبة ومن الثابت أن بنائه بعد عام 1200هجري وقيل أن أصل البناء عام 1208 ضمن قلعة الشنانة ( حصن منيع) وتم تجديد التشيد عام 1233تقريبا ورمم من قبل مصلحة الآثار عام 1399هـ. يبلغ ارتفاعه 27م تقريباً ويأخذ البرج الشكل المخروطي، وقاعدته مستديرة الشكل يبلغ محيطها حوالي 21م تقريباً.

## التاريخ
برج الشنانة هو الصرح الأثري الذي يحكي قصة البطولة التي أبداها أهل الرس وقوة بأسهم في التصدي للعدوان وكان شاهدا على شجاعتهم وتضحيتهم بنفوسهم في الدفاع عن بلدتهم يحدوهم الأمل في العيش الرغيد والحياة الهانئة، فلقد كان شاهداً على كثير من المعارك التي حدثت حوله في جميع مراحل الدولة السعودية من الأولى إلى عهد الملك عبد العزيز. والمرقب هو جزء من بناية قلعة الشنانة (حصن منيع) والقلعة مستطيلة الشكل وهو عبارة عن مقصوره من أربع مقصورات في الركن الجنوبي الغربي من تلك القلعة الممتده على شعيب الشنانه من جهة غرب الشعيب وهذه القلعة تخص ال خليفة المشارفة وفيها قصر جدهم خليفة بن منيع المشرفي... واثار سورها الضخم ومقصورتها باقيه إلى اليوم شاهقة بمجد أهل الشنانة فلقد ناصر أهالي الرس الملك عبد العزيز وهزموا عبد العزيز بن رشيد الذي حارب قيام دولة الحق والإيمان والعدل. وكان لهذا البرج (المرقب ) توأم له شيد قبله بسنة في الرس التي كانت محصنة ضد الهجمات بحصنٍ منيع، لكن مرقب الرس إختفى عن الوجود بعد كثير من الهجمات التي كانت على بلدة الرس وبقي مرقب الشنانة وحيداً ليروي لنا تاريخاً مجيداً لأهالي الرس ويذكرنا بشهدائهم.
بناه رجل من البكيرية يدعى (فريح) بمساعدة وبنفقة رجال من أسرة الخليفة وبعض من الأسر التي كانت تجاورهم ببلدة الشنانة وشيد في حدود عام 1211هـ وقيل 1208 وهذا هو الراجح - بعد عام مونس والقحط الذي حل تلك السنين-. ( وقد اختلف المؤرخون في تحديد أي عام تم بناءه فقد سبق أن ذكر فهد الرشيد في كتابه الرس بين ماضيها وحاضرها : ان مرقب الرس بني عام 1232هـ وبعده بعام تم تشييد برج الشنانة ) (و الكاتب الدكتور خليفة المسعود يذكر في كتابه الشنانة ودورها التاريخي خلال مراحل الحكم السعودي أنه تم تشييده عام 1250هـ ).
( إن عمارة خليفة للشنانة كان بعد سنة 1200 هـ أي بعد شرائها، ويُروى بأن الذي بنى منازلها وبرجها هو البناء فريح التميمي من أهل البكيرية بأمر من أبناء خليفة وقيل ان فريح لم يقم باصل التشيد وانما خليفة بن منيع المشرفي احضر من بلده اشيقر من قام بذلك واما فريح التميمي دوره إعادة تشيد بعد بعض الحروب التي حصلت وهذا هو الراجح. ولاشك بأن بناءه كان بعد شراء خليفة لها، أي بعد التاريخ المذكور، وهذا قد يؤكد الجدل الذي يدور حول تاريخ عمارة برج الشنانة، وليس هناك شك بأن بناء البرج كان بعد عام 1200 هـ بقليل مع العلم بأن فريح بنى بعده مرقب الرس في عام 1232 هـ أي بعد حرب إبراهيم باشا كما يروي ذلك الكاتب الشيخ محمد بن إبراهيم الخربوش في وثيقة بخطه(8). ونص ابن عيسى في تاريخه وعند حديثه عن تأسيس البلاد النجدية ما نصه(في سنة مائتين وألف اشترى خليفة بن منيع البريدي المشرفي الوهيبي التميمي بلد الشنانة من آل غيلان من شمر فانتقل إليها هو وأولاده من الرس وسكنوها وعمروها) وهذا نص بان الشنانه لا يعوف لها تاسيس الا بالخليفة المشارفة ولا تعرف الا بهم. وقد بني ليكون متراسا لهم وقت الحرب، فقد كانت الشنانة محصنة هي الأخرى بجوار بلدة الرس، وفي البرج سلالم توصل إلى أعلاه، وقد تعرض البرج لقصف مدفعي أثناء إحدى الحروب التي وقعت حوله، كما أن عوامل التعرية وبعض الأيدي الطائشة لها دور ثان في تخريبه فتهدم أكثره وبقي منه الآن حوالي (30) مترا بعد أن كان ارتفاعه كما قيل 45 متر، وقد قامت إدارة الآثار بوزارة المعارف عام 1399هـ بترميم البرج، ثم قاموا بترميمه مرة أخرى في الأعوام الأخيرة.
قال عنه الكاتب الرشيد (الرس ص125): ( ويذكر أن الذي قام بنفقة البناء فهد السليمان بن خليفة وتولى بناءه مجموعة من الأهالي منهم محمد بن سالم بن ضويان) والصحيح ان هذا ترميم من الأمير فهد السليمان الخليفة للمرقب والقلعة كاملة ومضى على البرج أكثر من قرنين من الزمان وهو يتحدى عوامل التعرية واعتداء البشر عليه، وتبقى جهود وزارة المعارف مشكورة في مجال الآثار والمتاحف ممثلة في الوكالة المساعدة للآثار والمتاحف بالعمل على ترميم برج الشنانة وكذلك التسوير له. وهذا بعد تسليمه للاشرف عليه من قبل رجالات الخليفة عبر مدير مدرسة الشنانة قديما... والان انتقل الاشراف عليه لهيئه السياحة قال محمد العبودي عن بلدة الشنانة في تاريخه : وهي قرية تاريخية قديمة من قرى الرس الهامة يدل على ذلك مرقبها الهائل الارتفاع وآبارها وبعض آثارها التي لا تزال باقية وهي شاهد على حضارة تلك البلدة وكان آخر عهدها بالعمران عندما نزلها عبد العزيز بن رشيد أبان منازلته للملك عبد العزيز بن سعود ومن معه إذ عمد إلى قطع نخيلها وأشجارها ودفن آبارها بغية تدميرها لأنها تعتبر قناة إمداد لجيش الملك عبد العزيز آل سعود ولكي يأكل جنوده وجيشه من ثمارها، وقد تركت البلدة القديمة منذ ذلك الوقت وأنشئت بعدها الشنانة الحالية جنوبا وهي تقع على الضفة الجنوبية لوادي الرمة على بعد 6كم تقريبا وعلى مجرى وادي يسمى شعيب الشنانة يصب في وادي الرمة.

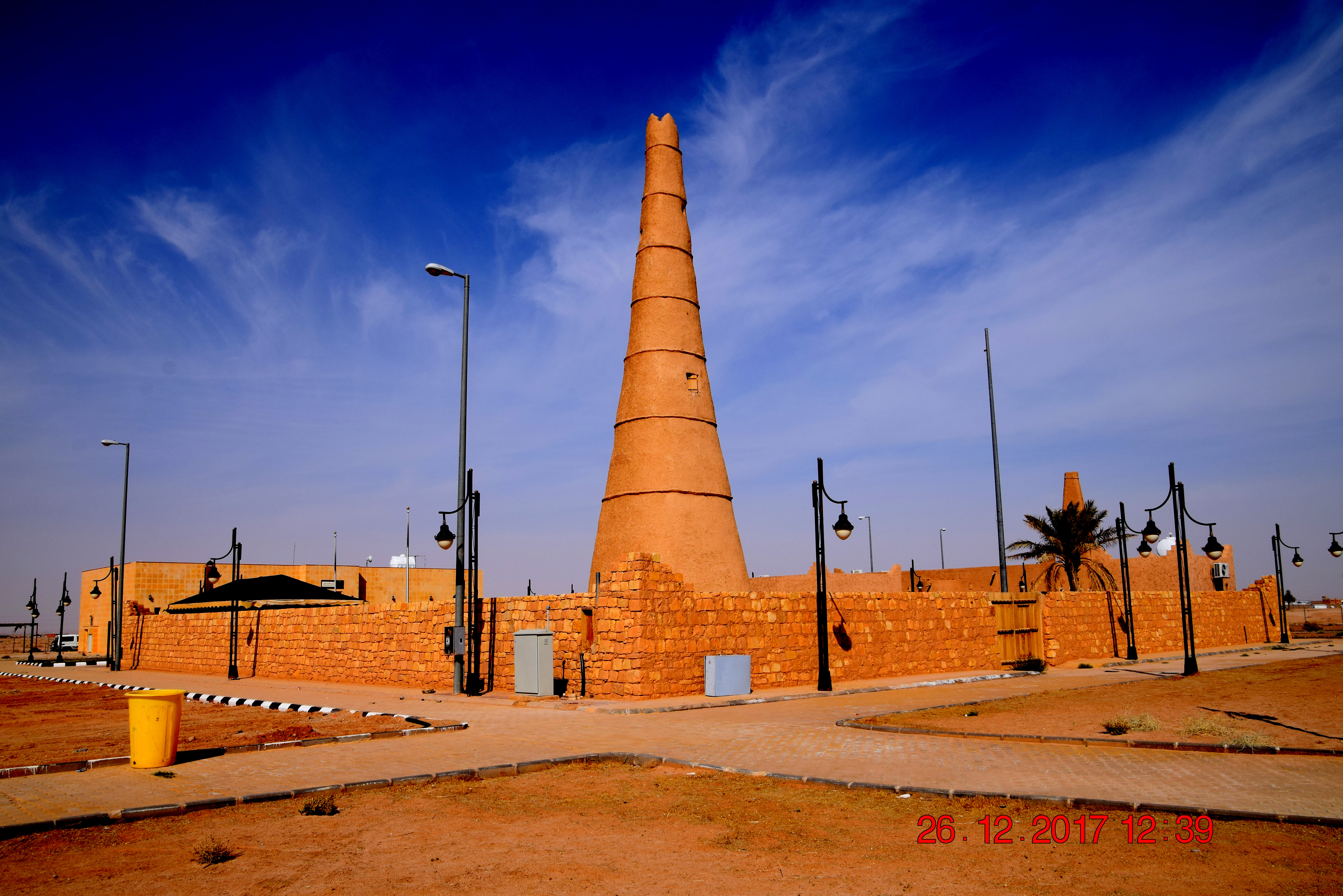
برج الشنانة

والشنانة بلدة ذات موقع مميز وقد دخلتها جميع مرافق الحياة وشملتها الأيدي البناءة في التقدم والإصلاح أرضها طيبة وماؤها عذب وتشتهر بزراعة النخيل والرمان والتين والخوخ قبل فساد مائها.
وقد ورد ذكرها في الشعر الفصيح يقول الأستاذ خالد بن فرج – – فيها :
          ومضى ابن الرشيد نحو الشنانة            جامعا في ربوعها عربانـــه
          مفرغا كل ماله في الكنانـــة            وعلى الرس حيث ألقى جرانه
          سئم الكل قومه ومكانــــــه            إذ غدا الموت ينتقي فتيانه
         هاجموه على الشنانة فجـــــرا            وأروه الفعال كرا وفــرا
          فنيو جميع الفنا هو وحاكمــه            والجار بالجار شريك مع جاره
يرى باحثون أن بناء برج الشنانة يعود إلى عام 1111هـ وقيل أنه بُني في عهد أمير الرس علي بن إبراهيم بن سليمان بن شارخ عام 1233هـ وفي السنة نفسها عاد أمير الرس السابق شارخ بن فوزان بن شارخ ومنيع الخليفة من الدرعية بعد معركة الحجناوي ومعركتي محيط ومحرش واستوطن الشنانة وفي هذه السنة بُني البرج.
وقعت حول البرج أحد المعارك التي خاضها الملك عبد العزيز في الثامن والعشرين‌ من رجب عام 1322هـ التي اعتبرها المؤرخون الحد الفاصل لمعارك الحرب بين الملك عبد العزيز وابن رشيد.

## التخطيط
برج الشنانة مبني من الطين المخلوط بالتبن. يتبع البرج في بنائه طريقة عرق الطين التي تقوم على فكرة وضع طبقة من الطين المخلوط ويترك حتى يجف ثم توضع طبقة أخرى وتستمر الطريقة حتى يكتمل البناء. ويوجد في كل دور فتحه لدخول الهواء ولمراقبة الحي الواحد ويستخدم في نهاية كل دور نقوش قديمة لتزيين المبنى من الخارج والداخل‌، كما يتكون من عشرة أدوار، وتتكون أسقف الطوابق من خشب الأثل وجريد النخيل ونُقش في جدار هذا البرج الطيني عدة حفر لاستخدامها عند النزول والصعود من دور إلى آخر وقد رمم عام 1400هـ ورمم مرة أخرى عام 1422هـ ووُضع له حرم له سور حجري يحتوي على غرف لاستقبال الزوار.

## وظائف البرج
- مراقبة الأعداء القادمين للمدينة.
- مراقبة دخول شهر رمضان وشهر شوال (العيد).
- مراقبة النجوم.[6]

## وصلات خارجية
- برج الشنانة بالرس.. شموخ التاريخ وروعة البناء.
- برج «الشنانة» يعود للحياة بمسجد وسوق للحرفيين.
- برج الشنانة.. إرث تاريخي وسط الجنادرية.